# Браккевельдт, Адольф
Адольф Браккевельдт (нидерл. Adolf Braeckeveldt; 6 октября 1912, Синт-Денейс-Вестрем, Гент, Бельгия — 4 августа 1985, Ловендегем, провинция Восточная Фландрия, Бельгия) — бельгийский профессиональный шоссейный велогонщик в 1935-1944 годах.  Победитель многодневной велогонки Тур Бельгии (1937), однодневных  велогонок: Гран-при Валлонии (1936, 1938, 1939), Флеш Валонь (1937).

## Достижения
1934
3-й Чемпионат Бельгии (юниоры)
1935
6-й Тур Бельгии — Генеральная классификация
1936
1-й Гран-при Валлонии
1-й — Этап 3 Тур Бельгии
1937
1-й Флеш Валонь
1-й  Тур Бельгии — Генеральная классификация
1-й — Этап 2
1-й — Этап 17b Тур де Франс
1-й De Drie Zustersteden
2-й Circuit du Morbihan
4-й Тур Фландрии
10-й Париж — Ницца — Генеральная классификация
1938
1-й Гран-при Валлонии
2-й Тур Люксембурга — Генеральная классификация
1-й — Этап 1
2-й Гран-при Зоттегема
1939
1-й Гран-при Валлонии
1-й Париж — Лимож
7-й Париж — Брюссель

## Статистика выступлений

### Гранд-туры
| Гранд-тур                 | 1937 |
| ------------------------- | ---- |
| Джиро д’Италия            | —    |
| Тур де Франс              | 22   |
| (c 2010 ) Вуэльта Испании | НП   |

| —  | Не участвовал               |
| НП | Соревнование не проводилось |